# 李恪 (呉王)
李 恪（り かく、武徳2年（619年）- 永徽4年2月6日（653年3月10日））は、中国唐の太宗李世民の三男。呉王に立てられた。

## 経歴
李世民と楊妃（隋の煬帝の娘）の間に生まれた。武徳3年（620年）に長沙王に封じられ、武徳9年（626年）に漢王に進封された。貞観2年（628年）、蜀王に改封され、益州大都督となったが、赴任しなかった。のちに斉州都督に任じられて赴任を命じられた。貞観10年（636年）、呉王に改封され、貞観12年（638年）に安州都督に任じられた。李恪は文武ともにすぐれ、太宗に愛されて、李承乾が廃位された後は太子位に望まれたが、長孫無忌の諫言により取りやめられた。
高宗の即位後、司空・梁州都督に任じられた。長孫無忌に忌避されて、永徽4年（653年）に房遺愛や高陽公主の謀反事件に連座して処刑された。顕慶5年（660年）、鬱林王に追封された。神龍初年、司空の位を追贈され、諸侯の礼で改葬された。

## 子女
子に李仁・李瑋・李琨・李璄がいたが、李恪の処刑後にともに嶺南へ流刑となった。李恪が鬱林王に追封された後、李仁は鬱林県侯に封じられ、襄州刺史に任じられた。のちに李千里と改名し、唐州・廬州・許州・衛州・蒲州の刺史を歴任し、成王に封じられ、左金吾大将軍に上った。神龍3年（707年）、李重俊が武三思を殺して兵変を謀った事件に参加し、失敗の後に処刑された。
李瑋は早逝した。李琨は、武則天のときに淄州・衛州・宋州・鄭州・梁州・幽州の刺史を歴任した。李璄は、帰政郡王に封じられ、宗正卿となり、李千里が処刑されると、南州司馬に左遷された。

## 伝記資料
- 『旧唐書』巻76 列伝第26「呉王恪伝」
- 『新唐書』巻80 列伝第5「鬱林王恪伝」